# 老挝鳑鲏
老挝鰟鮍（学名：Rhodeus laoensis）為輻鰭魚綱鯉形目鱊科鰟鮍屬的其中一種，被IUCN列為易危保育類動物，分布於亞洲寮國的湄公河支流南屯河流域，本魚體高而極側扁，背鰭前為體之最高處，頭短小，眼大，吻短而略尖，口小，端位，斜裂，雄魚的腹鰭、背鰭和臀鰭具有狹窄的黑色邊緣，背鰭軟條13枚、臀鰭軟條15枚，體長可達4.7公分，雌魚會在將卵產在蚌殼內，幼魚孵化後，會留在貝殼中直到能獨立游泳。

## 扩展阅读
維基物種上的相關：老挝鰟鮍